# Synclysmus opulentus
Synclysmus opulentus är en fjärilsart som beskrevs av Claude Herbulot 1965. Synclysmus opulentus ingår i släktet Synclysmus och familjen mätare. Inga underarter finns listade i Catalogue of Life.